# 耶珀·奥凯
耶珀·奥凯（丹麥語：Jeppe Aakjær，丹麥語發音：[ˈɔːkεːr]；1866年9月10日—1930年4月22日），丹麦诗人、小说家，丹麦地方文学和社会意识文学的主要倡导人。被《钱伯斯传记辞典》称为“丹麦文学‘日德兰运动’的领导者”。
因生长在日德兰农业区，奥凯深知本国农庄工人的苦难生活，并且早期作品以此为主题。
奥凯的代表作有《愤怒的孩子们：一个雇工的传奇》（Vredens børn, et tyendes saga）、《自由的田野》（Fri felt）和《裸麦之歌》（Rugens sange）。